# John McGinn
John McGinn, född 18 oktober 1994 i Glasgow, är en skotsk fotbollsspelare som spelar för Aston Villa.

## Klubbkarriär
Den 8 augusti 2018 värvades McGinn av Aston Villa, där han skrev på ett fyraårskontrakt. McGinn debuterade i Championship den 11 augusti 2018 i en 3–2-vinst över Wigan Athletic.

## Landslagskarriär
Den 29 mars 2016 debuterade McGinn för Skottlands landslag i en 1–0-vinst över Danmark. Den 13 oktober 2019 gjorde McGinn ett hattrick i en 6–0-vinst över San Marino.